# Brasão de armas do México
A figura do brasão do México provém de uma arte divinatória utilizada pelos antigos Astecas, a Apantomancia, que consiste na adivinhação feita através de qualquer objeto que apresente presságio, assim como encontros estranhos entre animais em geral. Adivinhos dessa antiga civilização, teriam visto uma águia voando de uma planta de cactos carregando uma serpente viva. Isso é representado no brasão do México até hoje.
As ramas carregadas de frutos tenros que adornam o brasão na parte inferior em forma de crescente para cima rodeando-o, uma de azinheira à esquerda e outra de louro à direita - representando o Martírio e a Vitória dos que deram a vida pela pátria mexicana, são enlaçadas por uma faixa listrada com as três cores da Bandeira do México.

Selo Mexicano (Hachurado)

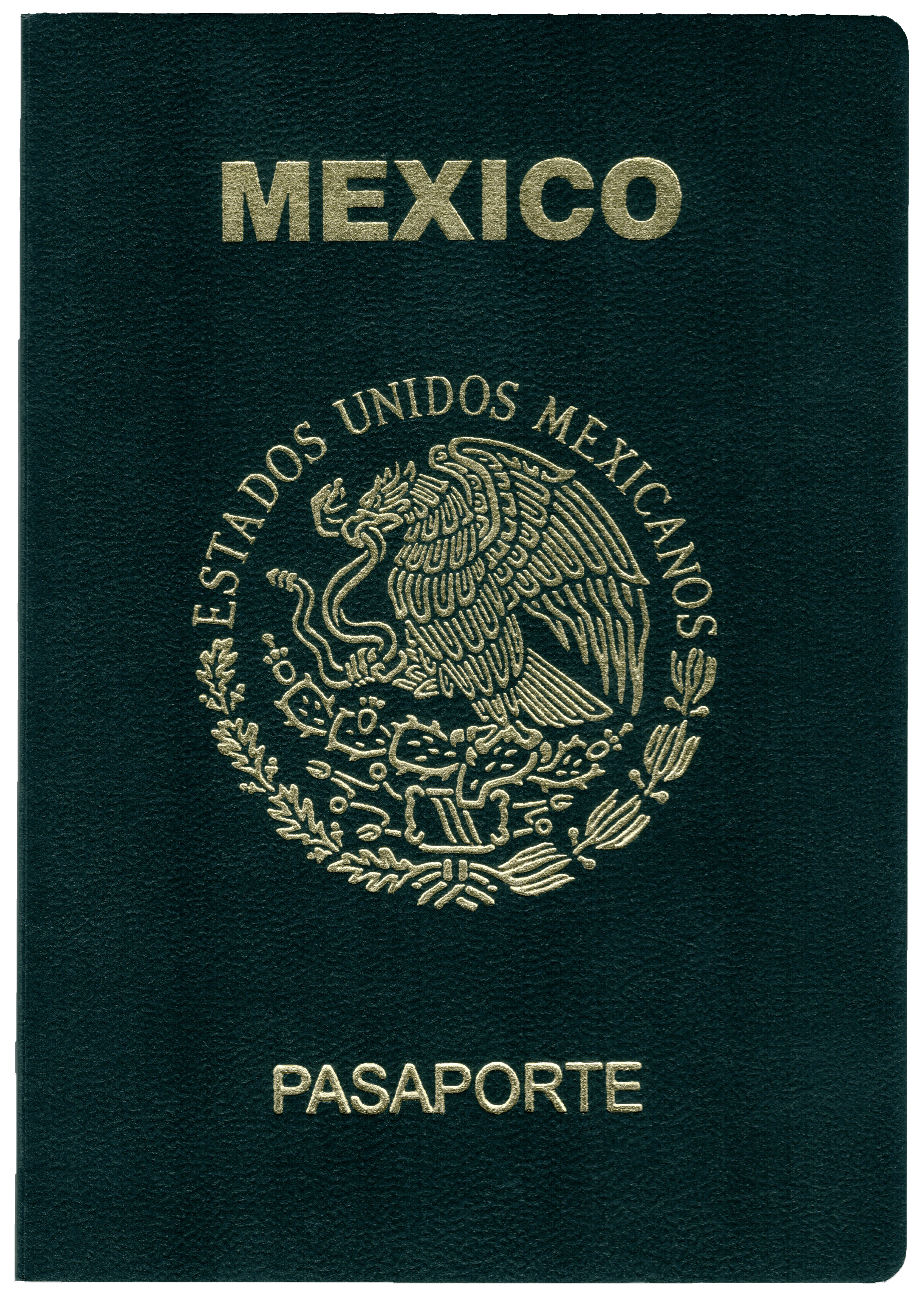
Passaporte mexicano

Em uma visão mais  profunda e semiótica  do brasão faz alusão ao domínio dos espanhóis e a luta dos mexicanos para conseguir sua liberdade e independência da vida.

## Lenda de Tenochtitlan
O brasão de armas lembra a fundação da Cidade do México, então chamada Tenochtitlan. A lenda de Tenochtitlan, como mostrado nos códigos originais astecas, pinturas e códigos pós-cortesianos, não inclui uma cobra. Enquanto o Codex Fejérváry-Mayer mostra uma águia atacando uma cobra, outras ilustrações de Mexica, como o Codex Mendoza, mostram apenas uma águia; no texto do Códice Ramírez, no entanto, Huitzilopochtli pediu ao povo Tenochtitlan que procurasse uma águia devorando uma cobra, empoleirada em um cacto de pera espinhosa. No texto de Chimalpahin Cuauhtlehuanitzin, a águia está devorando algo, mas não é mencionado o que é. Outras versões (como a parte de trás dos Teocalli da guerra sagrada) mostram a águia segurando o símbolo asteca da guerra, o glifo atl-tlachinolli ou "água em chamas".
Brasão no passaporte mexicano

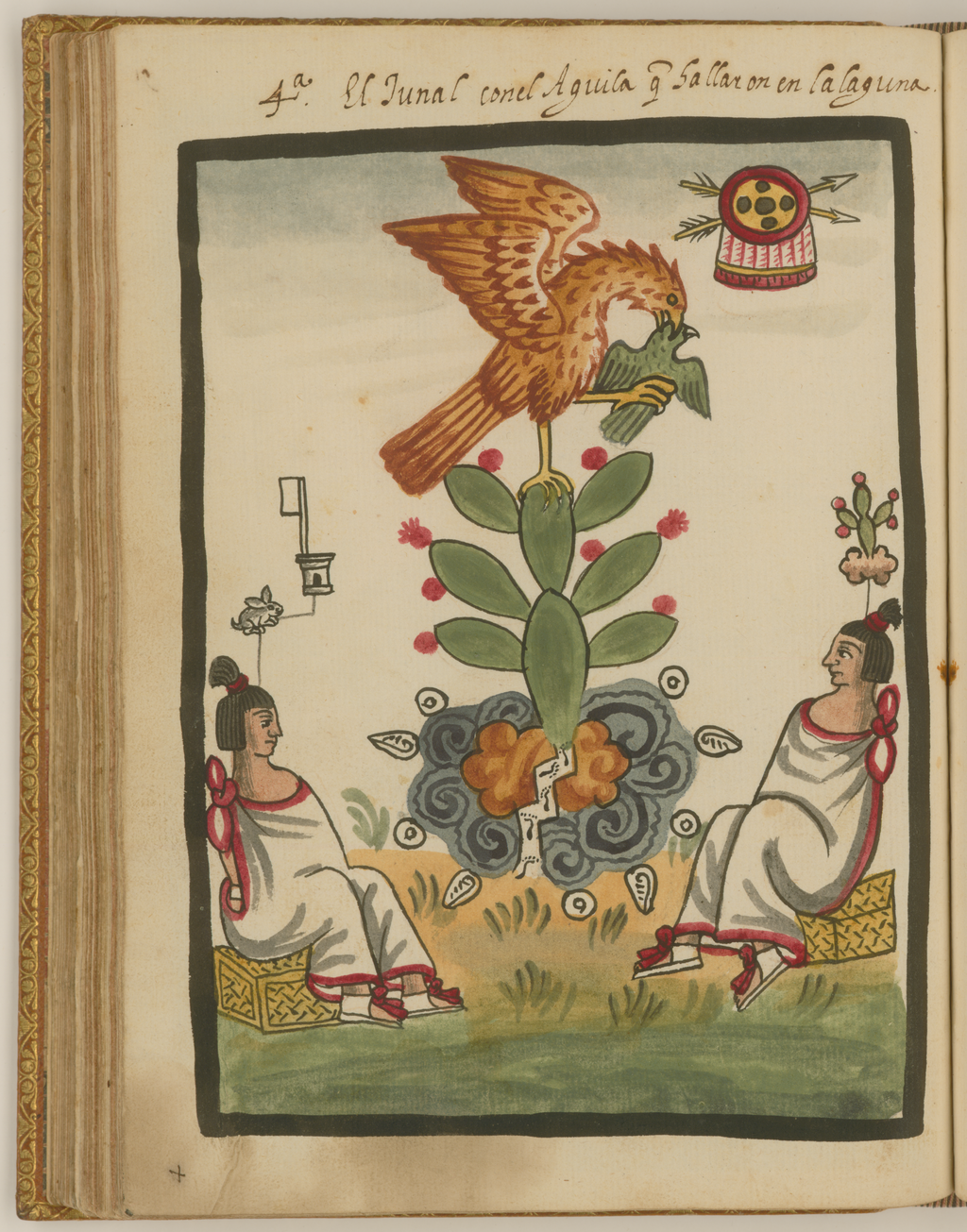
A águia, a cobra e o cacto na fundação de Tenochtitlan

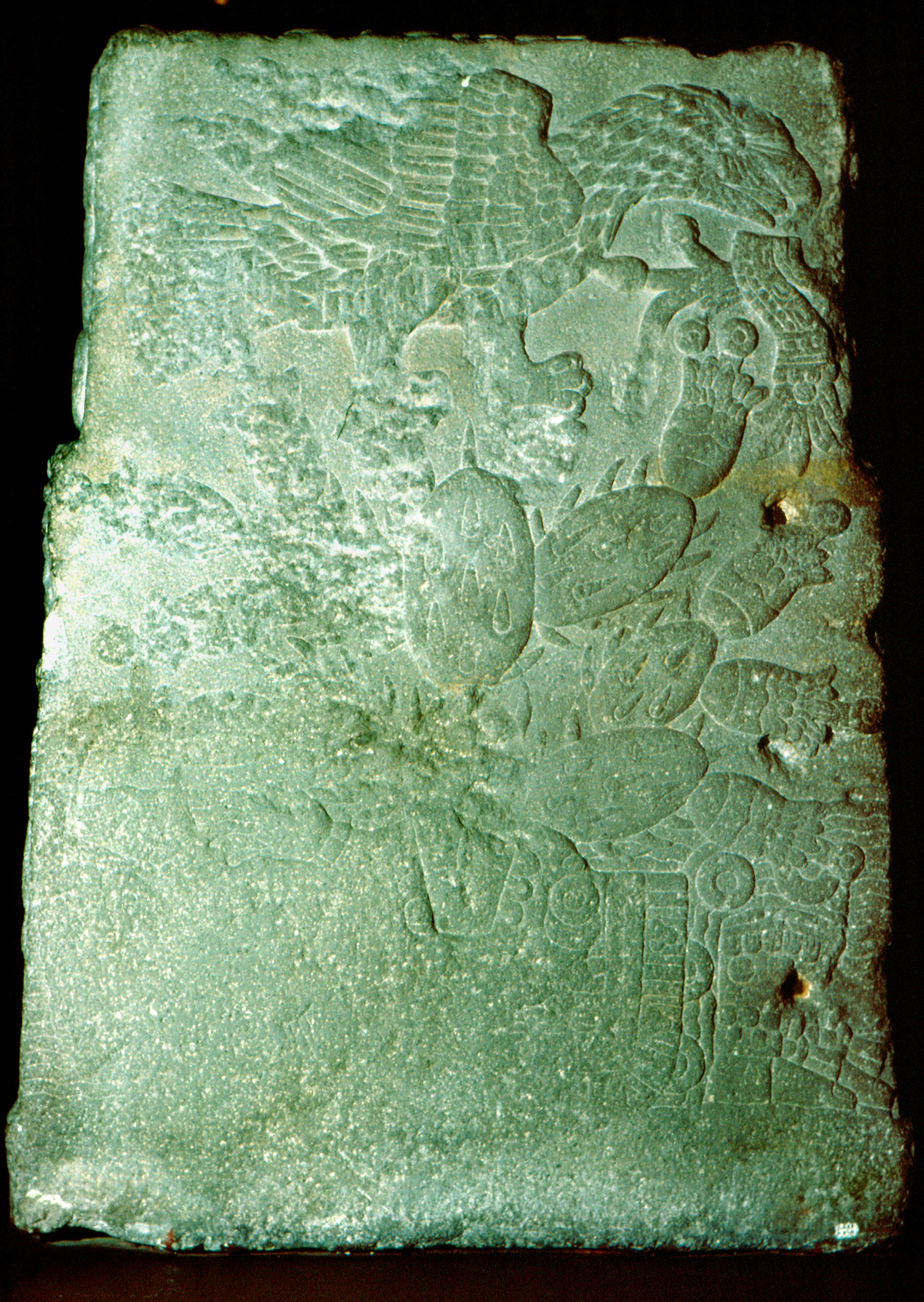
teocalli de la Guerra Sagrada

Além disso, os significados originais dos símbolos eram diferentes de várias maneiras. A águia era uma representação do deus do sol Huitzilopochtli, que era muito importante, pois os mexicas se referiam a si mesmos como o "Povo do Sol". O cacto (Opuntia ficus-indica), cheio de seus frutos, chamado nōchtli em Nahuatl, representa a ilha de Tenochtitlan. Para os mexicas, a cobra representava sabedoria e tinha fortes conotações com o deus Quetzalcoatl. A história da cobra foi derivada de uma tradução incorreta da Crónica Mexicáyotl por Fernando Alvarado Tezozómoc. [Na citação necessária] Na história, o texto de Nahuat ihuan cohuatl izomocayan "a cobra assobia" foi mal traduzido como "a cobra está rasgada". Com base nisso, o padre Diego Durán reinterpretou a lenda para que a águia represente tudo o que é bom e correto, enquanto a serpente representa o mal e o pecado. Apesar de sua imprecisão, a nova lenda foi adotada por estar em conformidade com a tradição heráldica européia. Para os europeus, representaria a luta entre o bem e o mal. Embora essa interpretação não esteja de acordo com as tradições pré-colombianas, era um elemento que poderia ser usado pelos primeiros missionários para fins de evangelismo e conversão dos povos nativos.

## Simbolismos

### Criaturas
Em 1960, o ornitólogo mexicano Rafael Martín del Campo identificou a águia no códice pré-hispânico como o caracara do norte ou "quebrantahuesos" (quebra-ossos), uma espécie comum no México (embora o nome "águia" seja taxonomicamente incorreto, pois o caracara é na família falcão). A águia dourada é considerada a ave oficial do México.  Quando o padre Durán introduziu a cobra, era originalmente uma serpente aquática. Mas em 1917, a serpente foi alterada para ser uma cascavel, porque era mais comum do que as variedades aquáticas nas ilustrações pré-hispânicas. Como resultado disso, o design e a cor da cobra no brasão moderno não correspondem aos de nenhuma espécie de cobra e foram inspirados pelas representações de Quetzalcoatl, uma cascavel com penas de quetzal.

### Elementos
- A águia, em uma posição combativa
- A cobra, segurada por uma garra e o bico da águia
- O nopal em que a águia está; O nopal produz algumas de suas frutas (atuns)
- O pedestal, no qual o nopal cresce, imerso no símbolo asteca da água
- Folhas de carvalho e louro circundando o aglomerado de águias; amarrado com uma fita com as cores da bandeira mexicana

### Pictografia
- O emblema pode ser interpretado em pelo menos dois níveis de abstração. Primeiro, a representação pictográfica / logística do nome da cidade capital do asteca, Tenochtitlan, como tenoch refere-se aos frutos dos cactos, enquanto -ti-tlan é um sufixo locativo com ligaduras que significa "abaixo / entre / na base de". Em outro nível, representa uma das crenças cosmológicas mais importantes da cultura asteca.
- O emblema mostra uma águia devorando uma serpente, que na verdade está em conflito com a crença mesoamericana. A águia é um símbolo do sol e uma representação do deus vitorioso Huitzilopochtli, em que forma, segundo a lenda, se curvava aos astecas que chegavam. A cobra é um símbolo da terra e, em certas tradições pré-hispânicas, uma representação de Quetzalcoatl; mais especificamente, na tradição asteca (mexica), a cobra é a representação de Coatlicue, a personificação da terra e mãe de Huitzilopochtli. Em alguns códices, a águia detém o glifo da guerra para representar o vitorioso Huitzilopochtli. Esse glifo, o Atl tlachinolli, que significa "água e chama", tem uma certa semelhança com uma cobra e pode ser, de maneira plausível, a origem dessa confusão.
- Com o elemento, o elemento atribuído da lua, ele lembra a mitologia do deus e herói dos astecas.
- O fruto do cacto nopal, chamado atum, representa o coração de Copil, sobrinho do deus Huitzilopochtli. O deus ordenou que o povo "edificasse a cidade no lugar do coração de Copil" (Códice Ramírez), onde o cacto crescia em sua terra. Alude também aos costumes de sacrifício humano dos astecas.

### Derivados
O selo do Novo México inclui a águia, a cobra e o cacto do selo mexicano, abrigados ou dominados por uma águia careca maior, representando a história do Novo México como parte do México e seu status posterior como parte dos Estados Unidos. Depois que o território do Novo México foi admitido na União em 1912, uma comissão que examinava os símbolos do novo estado recomendou que as águias "americana" e "mexicana" fossem águias douradas americanas, mas, em vez disso, usa uma águia americana americana para os Estados Unidos. e uma harpia para o México. 

## Cronologia
| Período           | Imagem |
| ----------------- | ------ |
| 1325 - 1521       |        |
| 1821 - 1823       |        |
| 1823 - 1864       |        |
| 1864 - 1867       |        |
| 1867 - 1893       |        |
| 1893 - 1916       |        |
| 1916 - 1934       |        |
| 1934 - 1968       |        |
| 1968 - atualidade |        |